# Mercamálaga
Mercamálaga es el mercado de mayoristas más grande de Andalucía Oriental. Está situado en el distrito de Campanillas de la ciudad de Málaga (España). Inaugurado en 1981, tiene una superficie de alrededor de 300.000 m² y en él están instaladas unas de 100 empresas de las que 94 se dedican a la venta de frutas y hortalizas o pescado, y el resto realiza actividades complementarias. El volumen de negocio anual que genera Mercamálaga es de unos 241 millones de euros.